# Скотт, Гарольд Ли
Ли Скотт (англ. Harold Lee Scott, Jr.; род. 1949, Бакстер-Спрингс, Канзас) — американский бизнесмен, главный управляющий (CEO) сетей магазинов Wal-Mart в период с января 2000 по январь 2009 года.
Вырос в городке Бакстер-Спрингс и получил обучение в сфере бизнеса в Университете штата Канзас.
Женат на Линде Скотт (англ. Linda G. Scott) и у них двое детей.
Резиденции семьи расположены в Арканзасе и Калифорнии.
В 2004 и 2005 годах Скотт был включён в рейтинг «100 самых влиятельных людей» журнала «Time».

## Биография
Скотт вырос в маленьком городке на юго-востоке штата Канзас, который в своё время был шумным ковбойским поселением, а позже стал процветающим горнорудным центром.
Его отец владел бензоколонкой на трассе 66, но после строительства нового шоссе поток клиентов значительно сократился, и он был вынужден продать бизнес.

Я знаю, что перемены не всегда приносят радость, но я также знаю, что совершенно необязательно кого-то в них винить— Ли Скотт, пресс-тур Wal-Mart
Во время обучения в университете города Питтсбурга, Скотт работал по ночам на заводе, выпускавшем стальные диски для колёс. На первом курсе он женился на однокурснице Линде Олдридж, у молодой семьи появился ребёнок, и они переехали в трейлерный городок Лоун Стар, расположенный рядом с университетским общежитием.
После окончания обучения первой работой Скотта стало место диспетчера грузового автоперевозчика в компании Yellow Freight System в городе Джоулит, Иллинойс.

У меня было только одно предложение, и я решил, что грузовые перевозки — мое будущее— Ли Скотт, пресс-тур Wal-Mart
В 1977 году он в первый раз контактировал с менеджментом Wal-Mart, поводом стал вопрос об оплате счёта на $ 7000.
Wal-Mart была одним из клиентов Yellow Freight, Скотт приехал в штаб-квартиру компании в Бентонвилле, где общался с Дэвидом Глассом — руководителем финансов Wal-Mart в тот момент.
Гласс отказался платить, но предложил Скотту работу в Wal-Mart, что в свою очередь не вызвало у Скотта энтузиазма.

Мне понравилось, как он себя вёл. Он очень чётко формулировал мысли и жёстко добивался своего— Ли Скотт

Почему я должен оставить хорошую работу ради компании, которая не может оплатить счет на $ 7000— Дэвид Гласс
Гласс уговаривал Скотта перейти на работу в Wal-Mart около двух лет, и в итоге Скотт стал ассистентом директора по транспорту, Гласс убедил его в том, что Wal-Mart хорошо относится к сотрудникам и вознаграждает таланты.
Задачей Скотта стало создание собственного парка грузовиков.
С 1993 года Скотт возглавил дивизион логистики, Wal-Mart стала первым ритейлором, создавшим собственные центры дистрибуции.
Это нововведение имело большой экономический эффект и позволило отказаться от услуг посредников.
Скотт проектировал сеть дистрибуции — складов, обслуживавших магазины на расстоянии дня пути.
Это позволило существенно увеличивать оборачиваемость и попутно снизило товарные запасы.
По замыслу Сэма Уолтона, менеджеры компании периодически меняли должности по горизонтали.
В 1995 году Скотт занял пост руководителя подразделения, занимавшегося мерчандайзингом и закупками магазинов Wal-Mart.
В истории компании это был сложный период — на рынке было множество слияний и поглощений, и Wal-Mart отбивалась от конкурентов.
Одновременно разрабатывался проект строительства новых гигантских суперцентров с гигантским ассортиментом товаров и услуг.
В том году компания впервые в своей истории сообщила о падении квартальной прибыли.
Скотту удалось сократить товарные запасы на $ 2 млрд, уменьшив ассортимент Wal-Mart и убедив партнеров поставлять товары меньшими партиями.
Успехом в области мерчандайзинга Скотт доказал свою возможность работать в любой сфере, и поработав исполнительным директором компании, Скотт возглавил Wal-Mart в январе 2000 года.